# John Yalley
 (août 2017).
Si vous disposez d'ouvrages ou d'articles de référence ou si vous connaissez des sites web de qualité traitant du thème abordé ici, merci de compléter l'article en donnant les références utiles à sa vérifiabilité et en les liant à la section « Notes et références ».
John Yalley, né David Wanyou en 1955 à Gagnoa, est un chanteur ivoirien.

## Biographie
Dans les années 1980, il prend le nom de John Mayal. C’est le temps où il écume les boites d'Abidjan en compagnie de son groupe, les Black devils. Il rejoindra plus tard Les Scorpions puis Les Shafts, après avoir été connu comme danseur de Ziglibithy aux côtés d’Ernesto Djédjé,.
En 1985, il apparaît sur une scène du stade Houphouët-Boigny avec le zêzê-pop. Il ne connaît pas alors le succès escompté. Mais dès les années 1990, commence pour le zêzê-pop, une importante reconnaissance. John Mayal, devient John Yalley. Le nom signifie « souffrance » en bété.
Plus tard John Yalley crée Les Kyffys (Les Chefs), un groupe transnational et prend alors le nom de John Kyffys. Avec ses compagnons, John Yalley connait un succès fulgurant, aussi bien en Côte d'Ivoire qu'en dehors des frontières de son pays d'origine,.

## Discographie
- Tchétché (1990)
- Zêzê Pop expérience (1994)
- Zêzê Steady (1998)
- Destiny (2002)